# Amblyderus triplehorni
Amblyderus triplehorni es una especie de coleóptero de la familia Anthicidae.

## Distribución geográfica
Habita en Colorado (Estados Unidos).